# Marie Terezie Brichtová
Marie Terezie Brichtová (13. ledna 1925, Praha – 18. prosince 2021, Uherský Brod) byla česká řeholnice dominikánského řádu, překladatelka a recenzentka katolické literatury.
Narodila se jako Věra Brichtová. Studovala na Vysoké škole politické a sociální, odkud byla v roce 1949 pro nevhodný kádrový profil vyloučena. V roce 1950 se stala dominikánskou řeholnicí a přijala řeholní jméno Marie Terezie.
Po likvidaci kláštera komunistickým režimem měla mnoho různých zaměstnání, manuálních či úřednických. Přitom se v rámci katolického samizdatu podílela na překladech liturgických textů a církevních dokumentů. Z francouzštiny přeložila Úvod do teologie. Roku 1988 stála u zrodu Karmelitánského nakladatelství (oficiálně ovšem založeného až v roce 1991), na jehož ediční činnosti se významně podílela až do své smrti.

## Překlady (výběr)
- z francouzštiny
  - Henri de Lubac: Katolicismus, Karmelitánské nakladatelství 1995

- z italštiny
  - Joseph Ratzinger: Evropa : její základy dnes a zítra, Karmelitánské nakladatelství 2005